# Villafranca de los Caballeros
Villafranca de los Caballeros és un municipi de la província de Toledo, a la comunitat autònoma de Castella la Manxa.

## Història
Els primers pobladors de Villafranca van ser els ibers i celtibers, qüestió indiscutiblement certa després d'haver-se portat a terme diverses excavacions en el jaciment del Colomer de Pintat, dels segles VII i VI aC Aquest jaciment és l'únic existent en l'interior de la península. Sota la dominació romana en la ribera del ric Amarguillo, van viure els quals potser puguin anomenar-se els primers pobladors, i de fet existeix una vila romana prop del poblat i la necròpolis ibèrica.
Amb la invasió dels àrabs conviviren sarraïns i cristians en el poblat i les seves construccions s'estenen sobre la part anomenada Creu de Lozano. AL ser conquistada Toledo als àrabs per Alfons VI en 1085, es recupera Consuegra i Villafranca passa a dependre d'aquesta, que era seu dels Cavallers de l'Orde de Sant Joan. Els naturals del poble van prendre part, formant mesnada, a la batalla de Las Navas de Tolosa (1212) pel que Alfons VII de Castella la va concedir el títol de molt lleial.